# Phéran

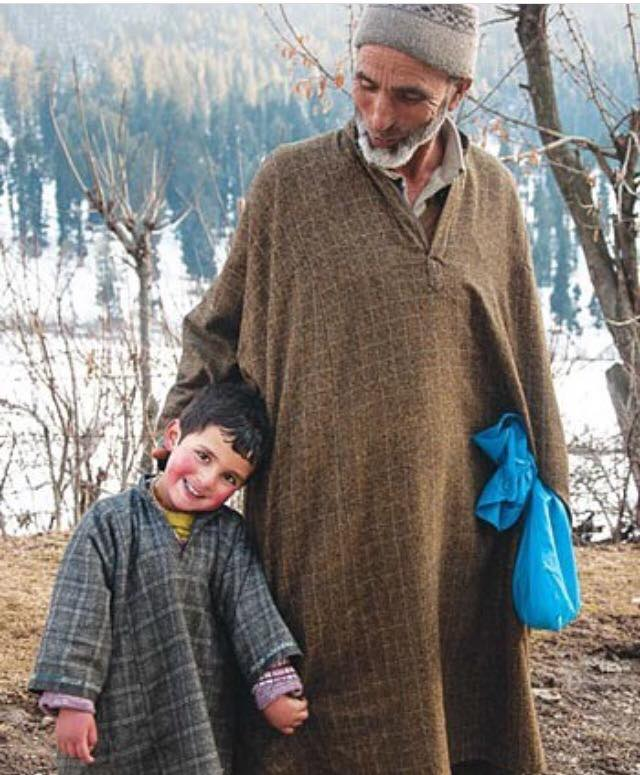
Vieil homme cachemiri avec son petit-fils en phéran traditionnel.

Le costume traditionnel pour les hommes et les femmes au Cachemire est le phéran  ou phiran ( Cachemiri : پھؠرَن [pʰʲaran])  et le potsh ( Cachemiri : پوژھ [poːt͡sʰ]),. Le phéran et le potsh se composent de deux blouses superposées, le potsh étant le vêtement par-dessous. Le phéran traditionnel et le potsh s'étendent jusqu'aux pieds, ce qui a été populaire jusqu'à la fin du XIXe siècle. Cependant, une variante relativement moderne du phéran s'étend jusqu'au-dessous des genoux, et est porté avec un suthan à l'intérieur (forme libre de salwar) semblable aux costumes portés en Afghanistan,. Il est facultatif de porter le suthan avec un long phéran, car traditionnellement on ne porte pas de bas de vêtements avec le phéran. Le phéran traditionnel et le potsh n'ont pas de fentes latérales.
En été, le phéran et le potsh sont en coton, tandis qu'en hiver le potsh est en coton et le phéran en laine, couvrant et protégeant le corps du froid, en particulier sous la neige. Ces robes sont utilisées par les habitants de la vallée du Cachemire et les Cachemiris résidant dans la vallée de Chenab.

## Étymologie
Il n'y a pas de consensus sur l'origine du mot 'phéran'. Cependant, il semble que le mot soit une corruption du mot persan 'perahan' qui signifie chemise. La tenue est en vogue au Cachemire avant même le XVe siècle.

## Conception

### Couvre-chefs
Les femmes hindoues utilisent un "taranga" ( Cachemiri : تَرٕنٛگہٕ [tarɨngɨ]), une coiffe qui devient plus petite à l'arrière, vers les talons. Les femmes musulmanes du Cachemire utilisent un couvre-chef rouge appelé "kasaba"( Cachemiri : قَصابہٕ [kasaːbɨ]). La kasaba est rembourrée au moyen d'un turban et est épinglée par des broches. Une écharpe d'épingle retirée de la kasaba descend vers le cou.

### Phéran

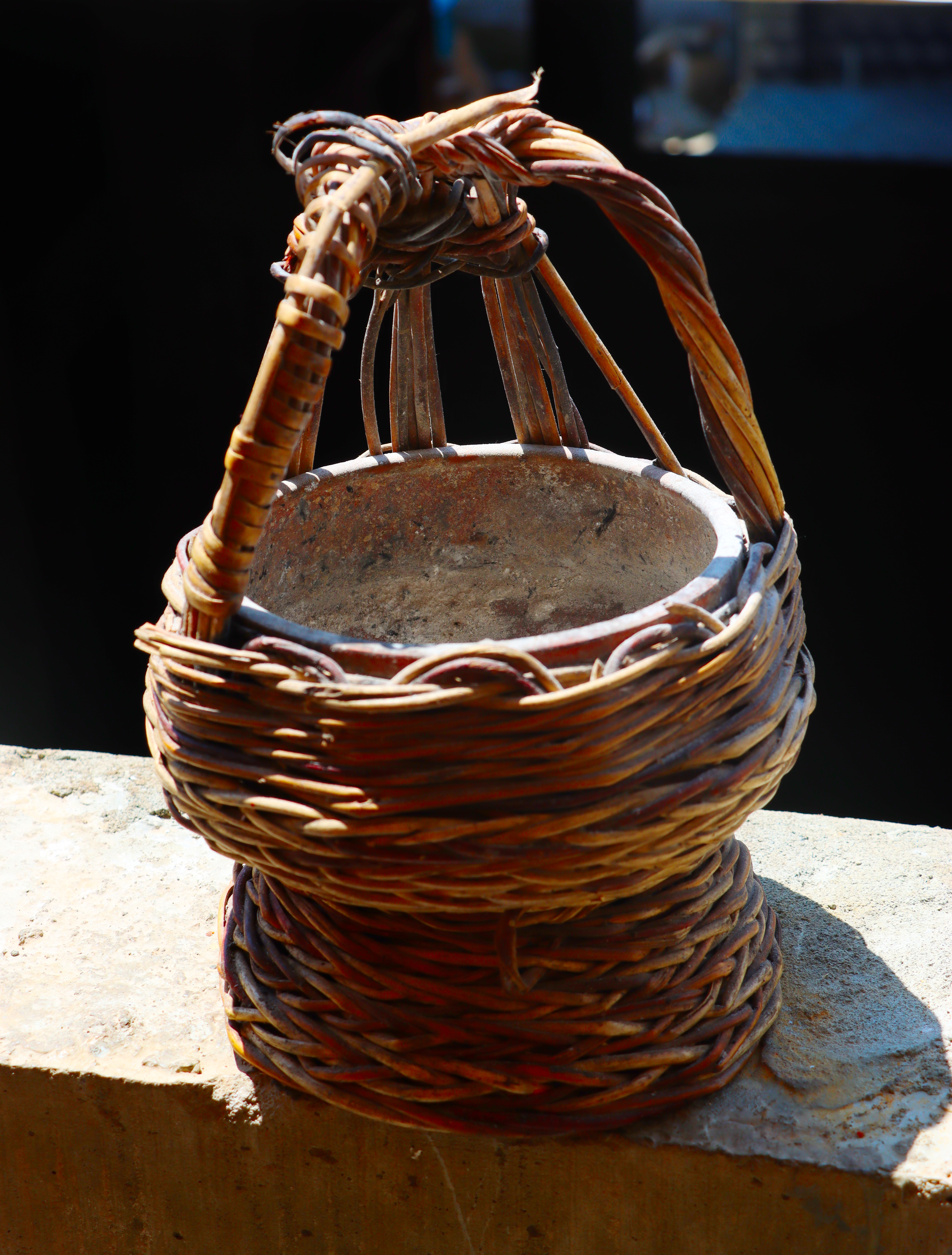
Kangri (kangid ou kangir), pot de terre cuite entouré d'une attache en osier. Garni de quelques braises (de bois ou charbon), il était traditionnellement porté en hiver au Cachemire sous le phéran (au niveau de l'abdomen ou entre les jambes, contre le froid). Dès 1910, on a montré qu'il était la cause de nombreux cancers évitables de la peau ; cancers se déclarant généralement au niveau des cuisses et/ou de l'abdomen

Le phéran est un vêtement de dessus lâche, froncé au niveau des manches, qui ont tendance à être larges faits soit de laine, soit de jamewar, un mélange de laine et de coton sans fentes latérales. Un phéran en laine s'appelle un « loch ». Les robes phéran pour femmes sont conçues avec des éléments et des styles floraux colorées. Les robes masculines sont assez simples, sans motifs colorés.
Le phéran traditionnel tombe aux pieds comme une robe, et celle-ci est universellement portée par les communautés hindoues et musulmanes jusqu'à la fin du XIXe siècle. Cependant aujourd'hui, une variante moderne chez les musulmans tombe aux genoux, est lâche et cousue sur le devant et sur les finitions, tandis que les Hindous portent leurs phérans longs, jusqu'aux pieds. Les phérans descendant jusqu'aux chevilles sont noués à la taille. Les broderies complexes ou les styles floraux sont un ajout populaire dans les phérans féminins du Cachemire. Les broderies ou styles floraux sont constitués de fins fils de métal. Ce type de broderie est appelé « Tille » en langue cachemire.

### Potsh
Le potsh est le même que le phéran mais en matériau plus léger et se porte sous le phéran. Il est généralement utilisé pour protéger le phéran des brûlures dues au kanger(voir plus bas). Il fournit également une chaleur supplémentaire pendant les hivers, une protection à double couche pour les jours les plus froids de l'hiver.

### Suthan
Traditionnellement, le phéran et le potsh sont portés sans bas de vêtements,. En effet, dans le pays voisin Hunza aussi, les femmes ne portent pas de pyjama jusqu'en 1890 et en Nagar jusqu'en 1925. Depuis la fin du XIXe siècle, les suthans lâches (salwars) et les pyjamas churidar de la région du Pendjab sont devenus populaires au Cachemire,. Par conséquent, le pyjama suthan ou churidar peut faire partie de l’ensemble phéran et potsh mais n’est pas obligatoire. Le suthan cachemiri est ample et lâche et ressemble au suthan Dogri porté dans la région de Jammu. Certaines versions sont similaires aux salwars portés en Afghanistan. Cependant, depuis les années 1960, la coupe droite du salwar pendjabi est devenue populaire,,.

### Kanger
Un Kanger (Cachemiri : کانٛگٕر [kãːgɨr] ) ; également connu sous le nom de Kangri) est traditionnellement utilisé pour se réchauffer et est transporté sous le phéran. Il est rempli de charbon pendant une longue période. Cependant, le conseil médical actuel est de ne pas utiliser le kanger.

## Mode actuelle
Les tendances modernes ont vu une diminution de l'utilisation des phérans au profit du salwar kameez. Cependant, il y a eu un renouveau ces dernières années car les phérans font désormais partie de la mode et sont également portés par les femmes d'autres régions de l'Inde. Les hommes du Cachemire portent également le phéran comme une tenue à la mode. Associé à un jean, le phéran s'est introduit dans le monde du travail. Le phéran moderne n’est pas aussi large et long que la version traditionnelle jusqu’à la cheville ou au genou et présente parfois des fentes latérales. Moins d'hommes portent le phéran avec un salwar. Pendant l'hiver 2018-19, après que le gouvernement a interdit de porter le phéran dans les bureaux, la popularité du phéran a commencé à augmenter, de plus en plus de gens portant des phérans raglans larges. Ces phérans raglans sont des hybrides de manches raglans à l'occidentale et de phéran cachemiri.

## Galerie

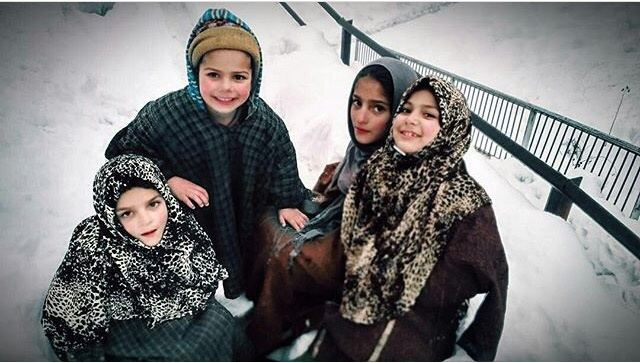
Enfants cachemiris
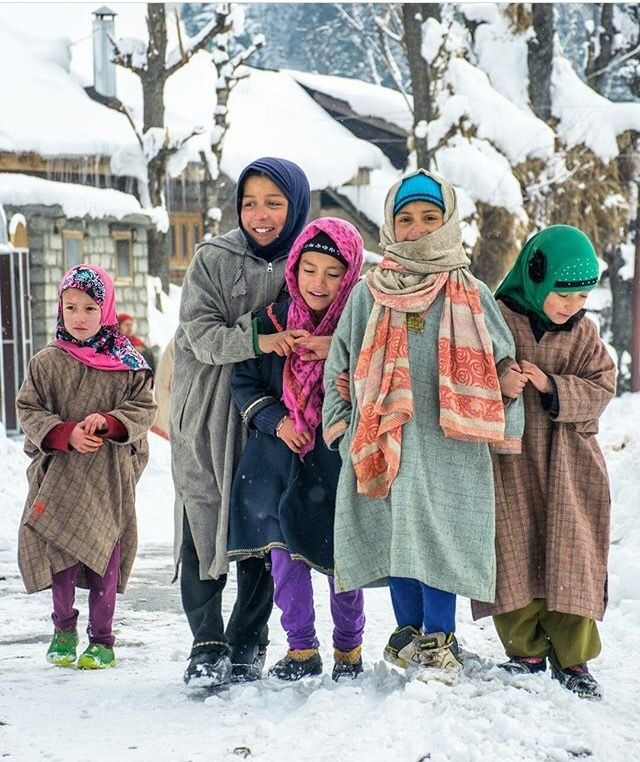
Filles cachemiris en phéran traditionnel.
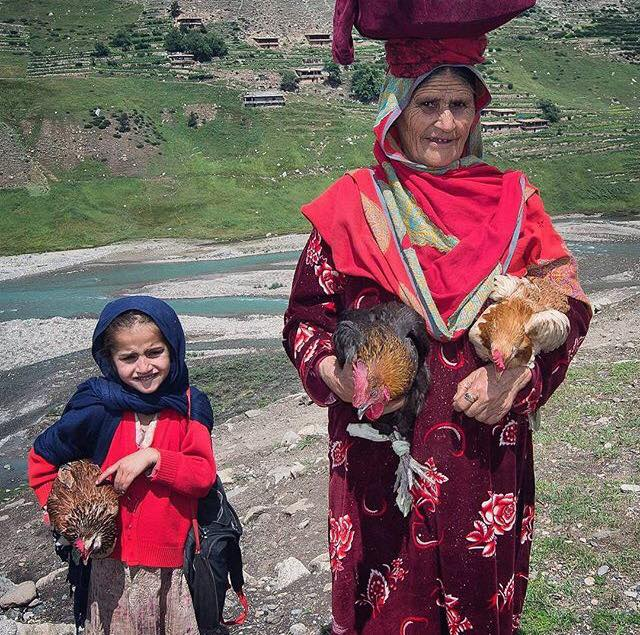
Femmes musulmanes du Cachemire avec sa petite-fille.
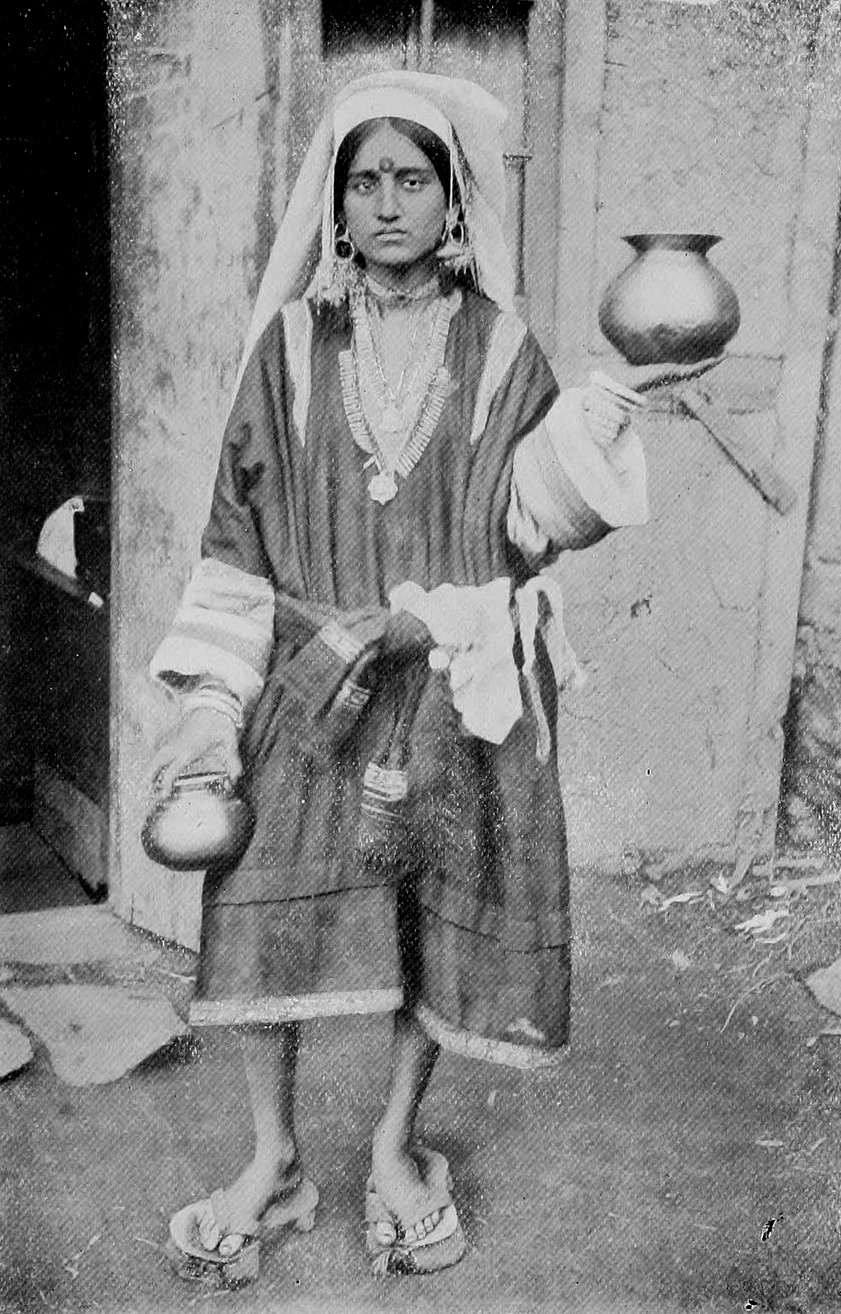
Phéran porté par une femme pandit en 1922 par Vishwanath
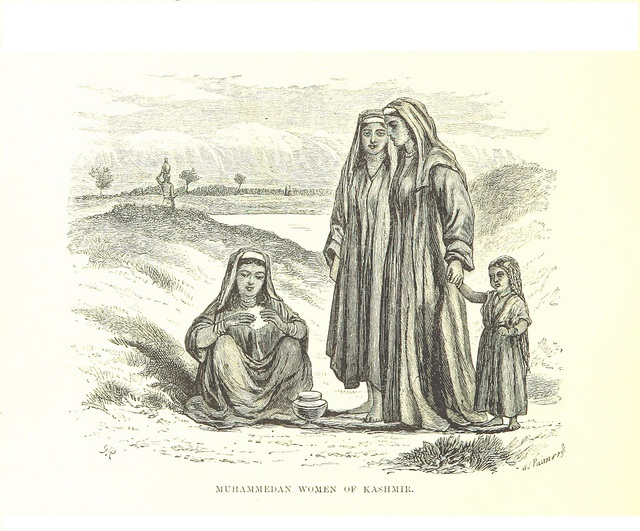
Femmes musulmanes du Cachemire en phéran long traditionnel vers 1870
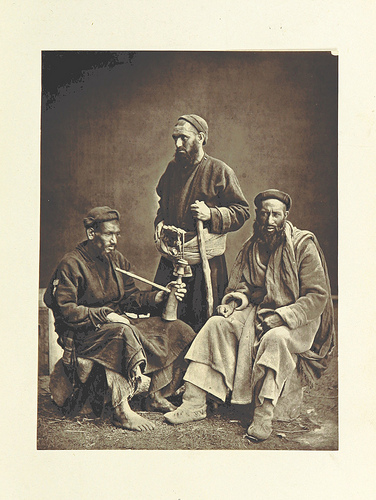
Hommes en phéran et potsh du Cachemire vers 1875

## Voir également
- Peuple cachemiri
- Salwar kameez